# 인터페론
인터페론(영어: interferon, IFN)은 척추동물의 면역 세포에서 만들어지는 자연 단백질로서, 바이러스, 박테리아, 기생충, 종양등 외부의 침입자들에 대응한다. 사이토카인(cytokines)이라는 당단백질(glycoproteins)에 속한다. 인터페론은 다른 세포 안에서 바이러스가 증식하는 것을 막는 면역 반응을 돕는다. 영어의 간섭하다 interfere-에서 왔다. 또한 IFN은 자연살해세포와 대식세포등의 선천면역 세포들이 일하도록 활성화 시킨다; 예를 들면, 인터페론은 주조직 적합성 복합체(major histocompatibility complex, 약어 MHC)의 발현을 증대시켜 대식세포나 수지상세포의 항원제시 기능을 향상 시킨다.

## 인터페론의 종류
인간과 관계 있는 세가지 종류의 인터페론이 있으며, 수용체의 종류에 따라 분류한다.

### 1형 인터페론

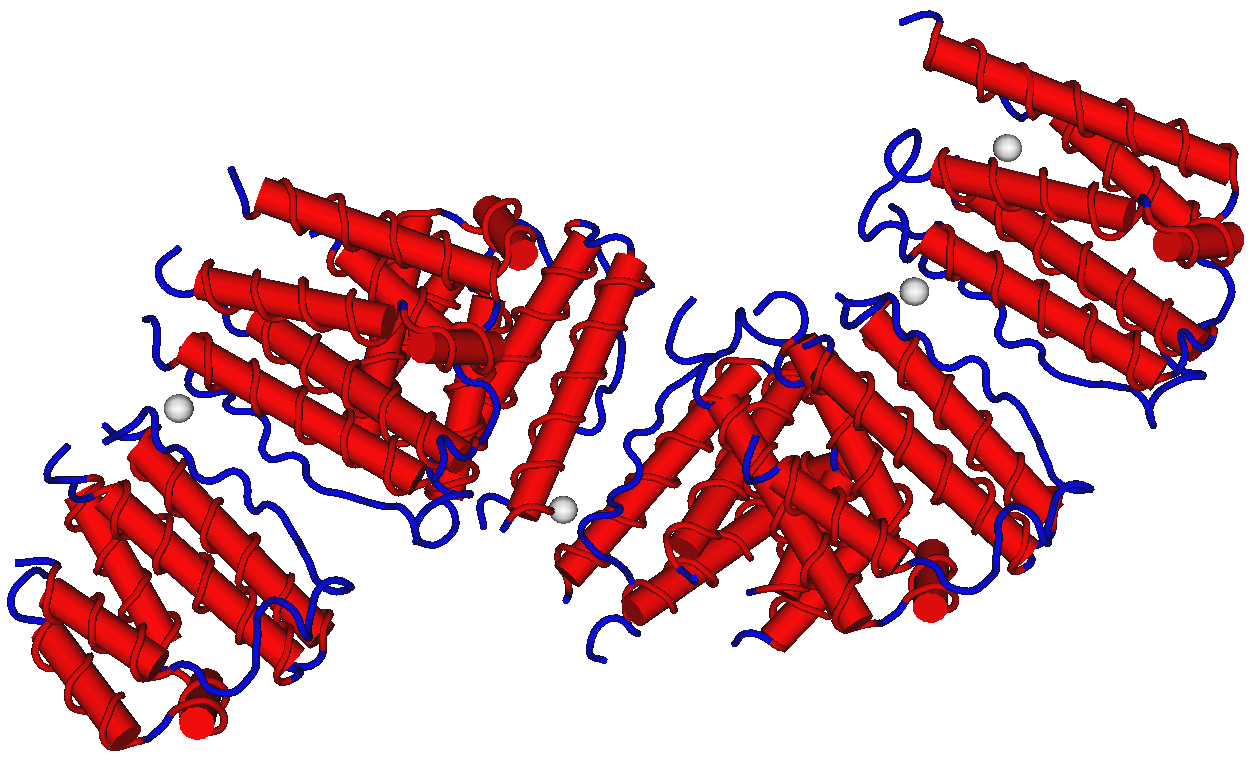
사람의 인터페론 알파

모든 1형 인터페론은 IFN-α, IFN-ß라고 알려진 수용 복합체에 붙으며, 그 수용체는 IFNAR1, INFAR2 체인으로 이루어져 있다.

### 2형 인터페론(인터페론 감마)

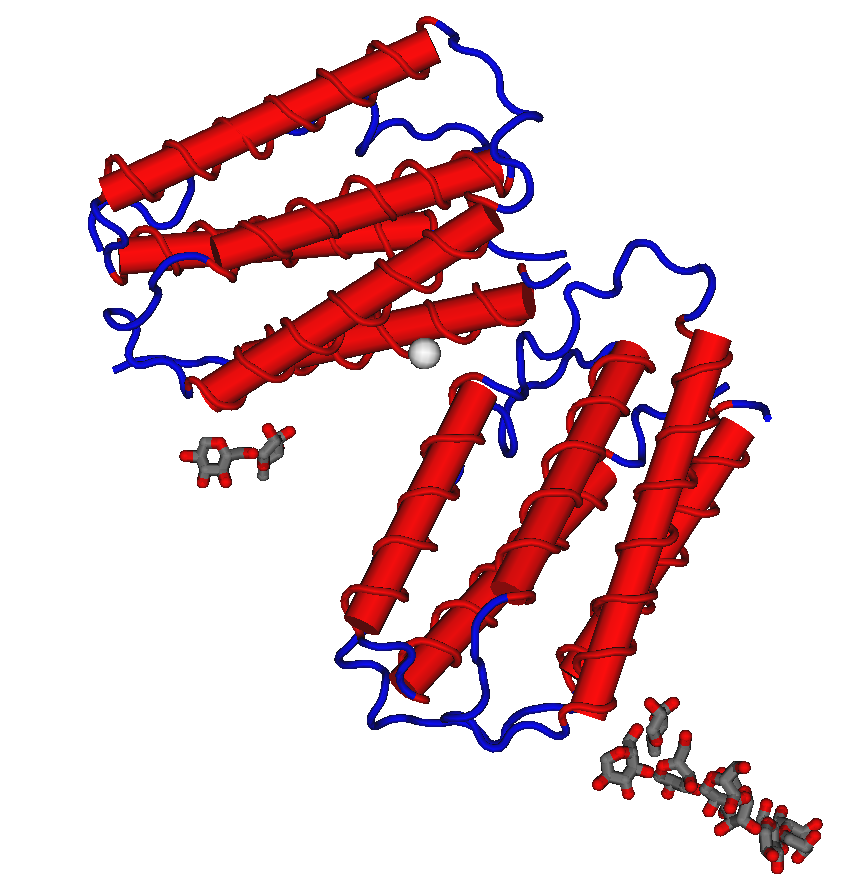
사람의 인터페론 베타

IFNGR에 붙는다. T세포에 의한 적응면역반응의 매개역할

### 3형 인터페론

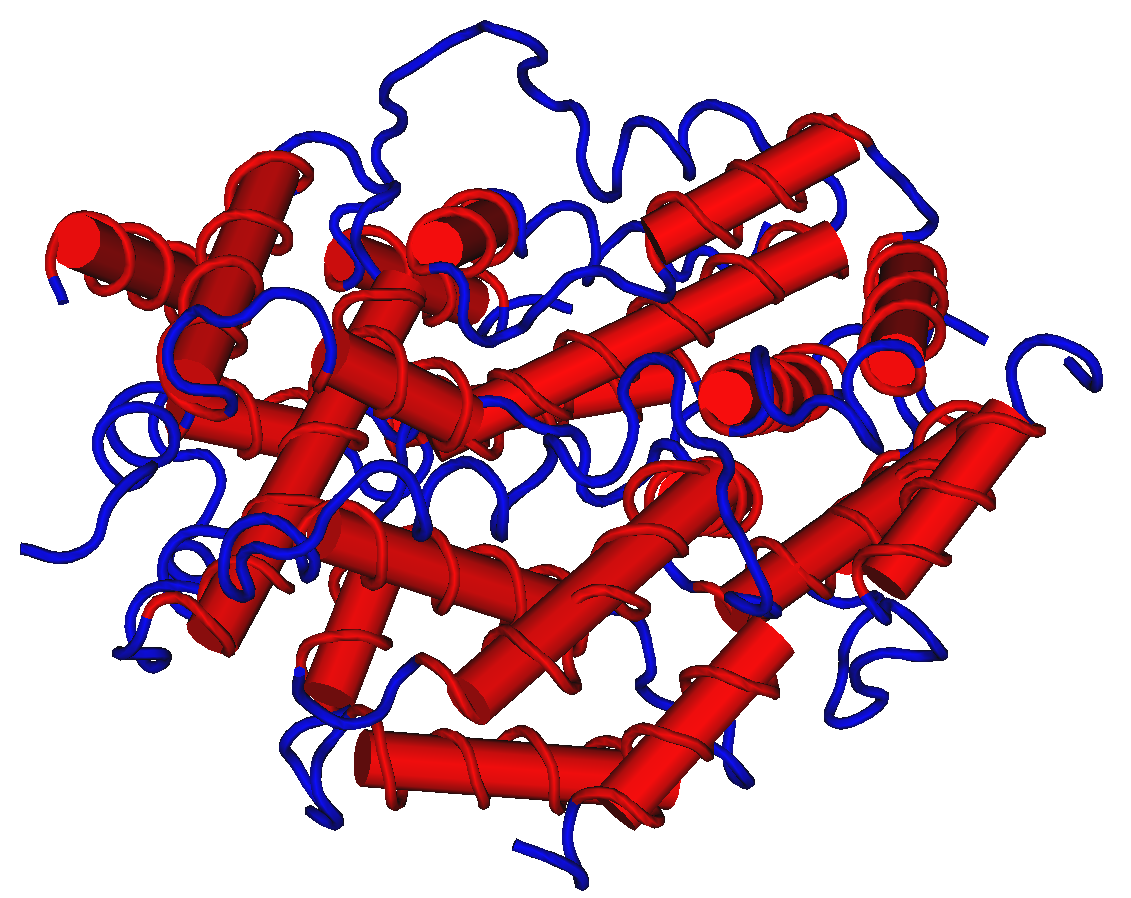
사람의 인터페론 감마

IL10R2 (CRF2-4라고도 부른다)과 IFNLR1 (CRF2-12라고도 부른다)로 이루어진 수용 복합체에 신호를 보낸다.

## 작용과 합성
인터페론들은 공통적으로 다음과 같은 효과가 있다. 항 바이러스이며, 암 억제 유전효과가 있다.
대식세포와 자연살해세포를 활성화시키며, 주 조직 적합성 체계인 글리코 단백질 클라스 1과 2를 향상시켜서 외부의 세균성 펩타이드를 T-세포로 보낸다. 대부분의 경우 바이러스나 박테리아 등 또는 그들의 생산물(바이러스성 당단백질, 바이러스성 RNA, 박테리아성 엔도톡신, 박테리아 편모, CpG 사이트)등과 미토젠, 다른 시토카인등(인터류킨 1, 인터류킨 2, 인터류킨 12, 종양 사멸 지수, 콜로니 자극 지수 등)에 의해 유도된다. 대사와 배설은 간과 신장에서 주로 이루어진다. 태반은 통과하지 못하지만, 뇌척수막은 통과한다.